# Baopuzi

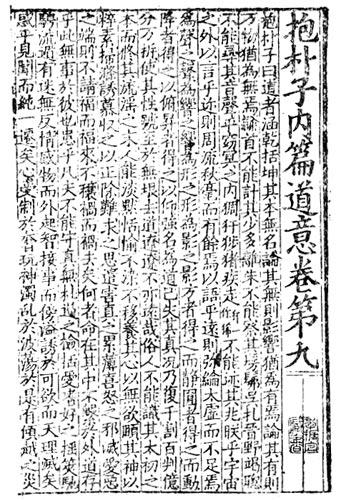
Una página del libro.

El Baopuzi (en chino simple: 抱朴子; pinyin: Bàopǔzǐ; Wade–Giles: Pao-p'u-tzu; lit. '[El libro del] Maestro que abarca Simplicidad), escrito por el doctor de la dinastía Jin Ge Hong (Ko Hung) 葛洪 en 283-343, está dividido en capítulos esotéricos Neipian 內 "Capítulos Internos" y también capítulos esotéricos Waipian 外篇 "Capítulos Exteriores". En los Capítulos Interiores Taoístas se examinan temas tales como las técnicas para lograr el "Hsien" 仙 ("inmortalidad; trascendencia"), alquimia china, elixires y demonología. En los Capítulos Exteriores se examinan la literatura China, el legalismo, la política y la sociedad.

## Título
El título homónimo Baopuzi se deriva hao 號 "sobrenombre; seudónimo" de Ge Hong Baopuzi ("abrazar al maestro de la simplicidad"), que compuesto por bao  抱 "abrazar; llevar; sostener en brazos; apreciar", pu o 樸 "madera sin tallar (una metáfora taoísta para) la naturaleza original de una persona; simple; plana», y zi 子 «niño; hijo; maestro (título de respeto)". Baopu (PAO-p'u; literalmente: "simple", es una alusión clásica al libro Tao Te Ching (19), "evidencia la sencillez de la tela sin teñir, abraza la sencillez del tronco sin tallar; reduce el egoísmo, disminuye los deseos; suprime el aprendizaje y estará usted sin inquietud.

En la autobiografía de Ge Hong, el autor explica su justificación para elegir su nombre.
Mi plan ha sido preservar la regularidad y no seguir los caprichos del mundo. Mi discurso es franco y sincero; no estoy dedicado a nada. Si no llega a la persona adecuada, puedo pasar el día en silencio. Esta es la razón por la cual mis vecinos me llaman Simple  (Pao-p'u), nombre que he utilizado como sobrenombre en mis escritos.
Compara estas traducciones de la autobiografía: "todos los pueblos me llaman erudito pao-p'u (es decir, uno que mantiene su naturaleza básica, uno que no está satisfecho por los deseos del mundo); "entre los habitantes de su distrito había quienes lo denominaban "el académico que comprende la simplicidad. Wu y Davis afirmaron que "este nombre se ha traducido como Viejo Sobrio, pero el Dr. Wu considera que su intención no es satírica y que sería mejor traducirlo como Filósofo Solemne". Fabrizio Pregadio lo traduce como "Maestro que se ocupa de la naturaleza espontánea".

## Historia
En comparación con muchos otros textos taoístas, los orígenes del Baopuzi están bien documentados. Ge concluyó el libro durante la era Jianwu 建武 (317-318), cuando el Emperador Yuan de Jin, en la ciudad orienta fundó la Dinastía Jin del Este, y lo revisó durante la era Xianhe 咸和 (326-334).

La autobiografía de Ge Hong (capítulo exterior 50) recoge la redacción del Baopuzi.
En mis veinte, tenía previsto hacer algunas cosas para no perder mi tiempo, ya que parecía mejor crear algo que constituiría la voz de un único pensador. Este es el momento en que expuse mi escrito filosófico, pero también fue el momento en que participé en una rebelión armada y me encontré vagando y dispersándome incluso más, y algunas de mis cosas se perdieron. Pese a estar constantemente en marcha, no abandoné nuevamente mi pincel durante una docena de años, de modo que a los 37 ó 38 años (318-317 d.C.) había concluido mi labor. En total, he compuesto Nei p'ien en 20 pergaminos, Wai p'ien en 50; ... [La lista de otros escritos, que ascienden a un total de 310 pergaminos] Mi Nei p'ien, que habla de los dioses y genios, las prescripciones y medicamentos, los fantasmas y las maravillas, las transformaciones, el mantenimiento de la vida, la prórroga de los años, el exorcismo de los males y el destierro de los infortunios, pertenece a la escuela taoísta. Mi Wai p'ien, que da cuenta del éxito y el fracaso en materia de bienestar humano y de buena y mal en los asuntos públicos, pertenece a la escuela de Confucio.
Compárese con la traducción más literal de Davis y Ch'en, "dejé de escribir durante 10 años  ya que estaba constantemente en la carretera, hasta la era Chien-wu 建武 (317-318 d.C.) cuando lo tuve listo". 
La autobiografía de Ge menciona su servicio militar luchando contra los rebeldes que luchan contra la dinastía Jin, y defendiendo con éxito su ciudad de origen Jurong 句容 (en Zhenjiang moderno, Jiangsu). En el año 330 Emperador Cheng de Jin concedió a Ge el feudo de "marqués de Guanzhong" con ingresos procedentes de 200 hogares de Jurong. Los académicos consideran que durante este período Ge revisó el Baopuzi, aproximadamente entre 330 ó 332.
El Baopuzi consta de 70 pian 篇 "capítulos, libros" divididos entre los 20 capítulos "internos" y los 50 "capítulos externos". Nathan Sivin lo describió como "no un libro sino dos, considerablemente diferente en el tema". Los Neipian y Waipian "llevaron existencias físicas totalmente separadas; no se combinaron bajo un solo título hasta un milenio después de la época de Ko."
El "canon taoísta" Daozang de la dinastía Ming (1444-1445)  imprimió por primera vez las dos partes de Baopuzi juntas. Este Zhengtong Daozang 正統道藏 "Canon taoísta de la era Zhengtong (1436-1450)", clasificó de forma bibliográfica el Baopuzi en la sección Taiqing 太淸 "Claridad suprema" de los textos sobre sustancias químicas. Las ediciones del Daozang abarcan seis juan (卷 "pergaminos, fascículos, volúmenes"), tres para los capítulos interiores y exteriores. La mayoría de las versiones recibidas de Baopuzi vienen de este texto de  Ming Daozang.

## Contenido
En los capítulos interiores y exteriores del Baopuzi se examinan temas diversos que van desde el esoterismo hasta la filosofía social. En los capítulos interiores se examinan las técnicas para lograr la hsien 仙 "inmortalidad, trascendencia", la alquimia china, las maniobras Daoyin, la herbología China, los demonios y otras criaturas espirituales; y el fu 符, o "talismanes mágicos". En los capítulos exteriores se examinan la filosofía china, el confucionismo, el legalismo, el Gobierno, la política, la literatura y las becas chinas, e incluye la autobiografía de Ge, que Waley denomina "el documento más completo de este tipo que China produjo hasta entonces".
Según la autobiografía de Ge, el autor dividió los capítulos interiores y exteriores debido a la distinción entre el taoísmo y el confucionismo. Ge describe desde el punto de vista de la filosofía el taoísmo como el ben 本 "raíz, tronco, origen" y el confucionismo como el mo 末 como "la punta , la rama, el extremo final". Cuando se le pregunta: "¿qué tiene prioridad, el confucionismo o el taoísmo? –Baopuzi responde, "el taoísmo es la misma causa principal del confucionismo, pero sólo es una rama del taoísmo".
Si bien los capítulos interiores y exteriores de Baopuzi difieren en cuanto al contenido, comparten un formato general con un interlocutor no designado que formula preguntas a las que Ge ofrece respuestas. La sintaxis convencional es Huowen yue 或問曰 "uno preguntó, diciendo" y Baopuzi da yue 抱樸子答曰 "Baopuzi respondió a la pregunta, diciendo".

### Capítulos interiores
En los 20 capítulos "capítulos internos" de Neipian se registran técnicas arcanas para lograr el hsien la "trascendencia, inmortalidad". Estas técnicas abarcan dos tipos de alquimia china que, posteriormente, los especialistas de la dinastía Tang diferenciaron en neidan 內丹"elixir interno, alquimia interna" y waidan 外丹"elixir externo, alquimia externa". La palabra dan 丹 "cinabrio, rojo, bolita, píldora (de la medicina china)" significa "píldora de la inmortalidad o elixir de la vida". Ge Hong detalla sus investigaciones sobre las artes de la trascendencia y la inmortalidad. La "alquimia interna" se refiere a la creación de un "cuerpo inmortal" dentro del cuerpo corpóreo a través tanto de métodos fisiológicos dietéticos, respiratorios, marciales, etc.) y de prácticas mentales (meditación, visualización extracorpórea, etc.). La "alquimia externa" o "de laboratorio" se refieren a la elaboración de elixires (especialmente de minerales y metales), la escritura de talismanes o amuletos fu, la herboristería y el exorcismo.

Lai esboza los temas relativos a los capítulos interiores:
(1) pruebas de la existencia per se de inmortales y de los estados trascendentes de inmortalidad del cuerpo; (2) la disposición sobre la accesibilidad a la esencia de la vida larga para todos, independientemente de su condición social, pero depende de si se podría estudiar profundamente y de manera directa si se podrían cultivar los métodos de prevención necesarios; (3) la elaboración de diversas técnicas esotéricas que lleven a uno a convertirse en un hsien inmortal, (4) descripciones y críticas de los diversos discursos y sectas taoístas contemporáneos.
Varios capítulos tienen temas específicos. En los capítulos 4, 8, 11 y 16 se describe waidan "alquimia exterior". En el capítulo interno 18, figura información detallada sobre las prácticas relativas a la meditación. En el capítulo 19, Ge Hong elogia a su maestro Zheng Yin 鄭隱 (ca. 215-ca. . 302), cataloga los libros taoístas y enumera los talismanes.
| Número | Pinyin    | Caracteres | Translation                                            |
| ------ | --------- | ---------- | ------------------------------------------------------ |
| 1      | Changxuan | 暢玄       | Definir lo misterioso                                  |
| 2      | Lunxian   | 論仙       | Sobre los inmortales                                   |
| 3      | Duisu     | 對俗       | Reacciones a las concepciones populares                |
| 4      | Jindan    | 金丹       | Oro y cinabrio [píldora de la inmortalidad]            |
| 5      | Zhili     | 至理       | El orden definitivo                                    |
| 6      | Weizhi    | 微旨       | El significado de "sutil"                              |
| 7      | Sainan    | 塞難       | Contrarrestar las objeciones                           |
| 8      | Shizhi    | 釋滯       | Resolver los obstáculos                                |
| 9      | Daoyi     | 道意       | El significado de "el camino"                          |
| 10     | Mingben   | 明本       | Aclarar lo básico [diferencias confucianas y taoístas] |
| 11     | Xianyao   | 仙藥       | La medicina de la inmortalidad                         |
| 12     | Bianwen   | 辨問       | Preguntas de discernimiento                            |
| 13     | Jiyan     | 極言       | Las últimas palabras [sobre la inmortalidad]           |
| 14     | Qinqiu    | 勤求       | Buscando diligentemente [a un maestro]                 |
| 15     | Zaying    | 雜應       | Respuestas diversas                                    |
| 16     | Huangbai  | 黃白       | Amarillo y blanco [oro y plata]                        |
| 17     | Dengshe   | 登涉       | Escalar [montañas] y cruzar [ríos]                     |
| 18     | Dizhen    | 地眞       | La verdad terrestre                                    |
| 19     | Xialan    | 遐覽       | Panorama general [de la literatura taoísta]            |
| 20     | Quhuo     | 袪惑       | Disipar las dudas                                      |

Muchos académicos han elogiado los capítulos internos. Joseph Needham, quien llamó a Ge Hong "el mejor alquimista de la historia China", citó el siguiente pasaje sobre medicamentos procedentes de diferentes categorías biológicas.
Interlocutor: la vida y la muerte están predeterminadas por la suerte y normalmente se fija su duración. La vida no es algo que la medicina pueda reducir o prolongar. Un dedo que se ha cortado no puede volver a unirse y esperar que siga creciendo. La sangre a causa de una herida, aunque se trague, no tiene ningún beneficio. Por lo tanto, es sumamente inadecuado aprobar la toma de sustancias no humanas como la pina o la thuya (ciprés) para proteger la corta duración de la vida. 

Ko: según su argumento, una cosa sólo es beneficiosa si pertenece a la misma categoría de la que se trata. ... Si siguiéramos su sugerencia y desconfiáramos de las cosas de otro tipo, nos veríamos obligados a aplastar el tejido y fundir el hueso para preparar una medicina para las heridas, o para ferir la piel y asar el pelo para tratar la calvicie. El agua y el suelo no son de la misma sustancia que las diversas plantas; sin embargo, estas últimas dependen de ellos para su crecimiento. Los cereales no son de la misma especie que los hombres vivos; sin embargo, los hombres vivos los necesitan para permanecer vivos. La grasa no debe ser clasificada como fuego, ni el agua con el pescado, sin embargo, cuando no hay más masa el fuego muere y, y cuando no hay más agua, el pescado perece. (3)
Needham evaluó este pasaje, "es evidente que hay mucho en el Pao Phu Tzu, que es de naturaleza silvestre, fantasioso y supersticioso, pero aquí tenemos un debate científicamente tan sólido como todo lo que ocurre en Aristóteles, y muy superior a todo lo que podría se producir en el occidente contemporáneo.

Además de citar textos primeros textos de alquimia, en los capítulos interiores se describen los experimentos de laboratorio de Ge Hong. Wu y Davis mencionan la fórmula de Baopuzi para fabricar oro mosaico "un polvo cristalino dorado utilizado como pigmento" a partir de Ch'ih Yen 赤鹽 "sal de cristal rojo" (producida a partir de amatista, cristal de calcita y alumbre) y Hwei Chih' 灰汁 "agua de cal".
La descripción de un proceso merece un debate especializado, ya que evidentemente se refiere a la preparación de sulfuro "oro mosaico" y tal vez sea la descripción más temprana conocida de la preparación de esta sustancia interesante. El oro sulfónico existe en las mareas o folletos que tienen color y calentado del oro, no está degradado y en la actualidad se utiliza pl bronceado de radiadores, el dorado de marcos de cuadros y propósitos similares. As Ko describe el proceso, "las hojas de vídeo, cada una de las cuales mide seis pulgadas cuadrada y dos décimas de pulgada de grosor, están cubiertas por una capa de una décima de pulgada de una mezcla  similar a la del barro de Ch'ih Yen (la sal roja) y Hwei Chih (el agua potasa, agua de cal), diez libras de estaño por cada cuatro de Ch'ih Yen" . A continuación, son calentados en una cabina cercada de tierra durante 30 días, con estiércol de caballo (con un fuego humeante de estiércol seco). "Todo el estaño se convierte en ceniza y está intercalado con piezas  similares a alubias que son el oro amarillo." La gran parte del estaño metálico se convierte en un compuesto similar a la ceniza o posiblemente en una modificación alotrópica similar a la ceniza, el estaño gris. Una pequeña parte del estaño se convierte en agregados del tamaño de una judía de sulfuro de estaño escamoso. El rendimiento es escaso, ya que el autor dice que  "se obtienen 20 onzas de oro por cada 20 libras de estaño utilizadas".
A juicio de los autores: "parece probable que Ko Hung hubiera experimentado personalmente en la química del estaño, ya que los chinos dicen que fue el primero en hacer fabricar papel de aluminio y que hizo magia o dinero espiritual con él".

### Capítulos Exteriores
Los 50 capítulos exteriores Waipian son más difusos que los internos. Ge Hong escribió ensayos sobre cuestiones relativas a la filosofía, la moralidad, la política y la sociedad de la dinastía Jin. En esta parte del Baopuzi se detallan los problemas diarios entre los habitantes del Norte de Han que huyeron hacia el Sur de China después de la caída de Luoyang.
Algunos capítulos exteriores están organizados por temas. Hong Kong escribió los capítulos 46, 47 y 48 para impugnar a tres adversarios. Kuo Tai 郭太 (128-169) fundó la escuela Qingtan de "conversación pura"; Ni Heng 禰衡 (173-198) fue un funcionario infame y arrogante de Ts'ao Ts'ao; y Pao Ching-yen 鮑敬言 (405-466 aproximadamente) se trataba de uno de los primeros filósofos anarquistas.
| Número | Pinyin                    | Caracteres       | Traducción                                                       |
| ------ | ------------------------- | ---------------- | ---------------------------------------------------------------- |
| 1      | Jiadun                    | 嘉遯             | Elogio del eremitismo                                            |
| 2      | Yimin                     | 逸民             | Gente rústica                                                    |
| 3      | Xuxue                     | 勖學             | Estudio alentador                                                |
| 4      | Chongjiao                 | 崇敎             | Respetar la educación                                            |
| 5      | Jundao                    | 君道             | El camino del gobernante                                         |
| 6      | Chenjie                   | 臣節             | La integridad de los ministros                                   |
| 7      | Lianggui                  | 良規             | Buen reglamento                                                  |
| 8      | Shinan                    | 時難             | Evitar las dificultades en el momento oportuno                   |
| 9      | Guanli                    | 官理             | El orden correcto entre los funcionarios                         |
| 10     | Wuzheng                   | 務正             | El uso correcto de los instrumentos                              |
| 11     | Guixian                   | 貴賢             | Estimar a los sabios                                             |
| 12     | Renneng                   | 任能             | Emplear a los aptos                                              |
| 13     | Qinshi                    | 欽士             | Respetar a los sujetos de buena voluntad                         |
| 14     | Yongxing                  | 用刑             | Emplear castigos                                                 |
| 15     | Shenju                    | 審擧             | Examinar los ascensos                                            |
| 16     | Jiaoji                    | 交際             | Mantener la compañía                                             |
| 17     | Beique                    | 備闕             | Encontrar deficiencias                                           |
| 18     | Zhuocai                   | 擢才             | Promover los talentos                                            |
| 19     | Renming                   | 任命             | Órdenes de empleo                                                |
| 20     | Mingshi                   | 名實             | Nombre y realidad                                                |
| 21     | Qingjian                  | 淸鑒             | El espejo puro                                                   |
| 22     | Xingpin                   | 行品             | Uso de los rangos oficiales                                      |
| 23     | Misong                    | 弭訟             | Acabar con las disputas                                          |
| 24     | Jiujie                    | 酒誡             | Advertencias sobre el alcohol                                    |
| 25     | Jimiu                     | 疾謬             | Señalar los fallos                                               |
| 26     | Jihou                     | 譏惑             | Censurar la torpeza                                              |
| 27     | Cijiao                    | 刺驕             | Criticar la arrogancia                                           |
| 28     | Baili                     | 百里             | Cien Millas                                                      |
| 29     | Jieshu                    | 接疏             | Conocer a los visitantes                                         |
| 30     | Junshi                    | 鈞世             | Igualar las generaciones                                         |
| 31     | Shengfan                  | 省煩             | Disminución de las vicisitudes                                   |
| 32     | Shangbo                   | 尙博             | Valorar la amplitud del aprendizaje                              |
| 33     | Hanguo                    | 漢過             | Los defectos de Han                                              |
| 34     | Wushi                     | 吳失             | Los fallos de Wu                                                 |
| 35     | Shouji                    | 守塉             | Vigilando la tierra estéril                                      |
| 36     | Anpin                     | 安貧             | Satisfecho con la pobreza                                        |
| 37     | Renming                   | 仁明             | Benevolencia y brillantez                                        |
| 38     | Boyu                      | 博喻             | Amplias analogías                                                |
| 39     | Guangpi                   | 廣譬             | Amplios ejemplos                                                 |
| 40     | Ciyi                      | 辭義             | Escritos e ideas                                                 |
| 41     | Xunben                    | 循本             | Respetar lo básico                                               |
| 42     | Yingchao                  | 應嘲             | Responder al ridículo                                            |
| 43     | Yupi                      | 喻蔽             | Aclaración de las oscuridades                                    |
| 44     | Baijia                    | 百家             | Las cien escuelas                                                |
| 45     | Wenxing                   | 文行             | Comportamiento cultivado                                         |
| 46     | Zheng Guo                 | 正郭             | Corrección de Guo [Tai]                                          |
| 47     | Tan Ni                    | 彈禰             | Acusando a Ni [Heng]                                             |
| 48     | Jie Bao                   | 詰鮑             | Bao [Jingyan]                                                    |
| 49     | Zhizhi, Qiongda, Chongyan | 知止, 窮達, 重言 | Saber cuándo parar, Oscuridad y Eminencia, palabras reduplicadas |
| 50     | Zixu                      | 自敘             | Autobiografía                                                    |

## Traducciones
El Baopuzi se ha traducido al alemán, al inglés, al italiano y al japonés. Hay más traducciones al inglés de los 20 capítulos interiores que de los 50 capítulos exteriores.
Los capítulos interiores tienen varias traducciones parciales. Tenney L. Davis, profesor de química orgánica del Instituto Tecnológico de Massachusetts, colaboró en las primeras traducciones de los Capítulos Internos relevantes para la historia de la alquimia. Wu y Davis tradujeron los capítulos 4, "sobre la medicina del oro"  y 16 "sobre el amarillo y el blanco" (es decir, sobre el oro y la plata). Davis y Ch'en tradujeron los capítulos 8, "superar los obstáculos" y 11 "sobre los medicamentos de Hsien", y proporcionaron paráfrasis o resúmenes de los capítulos interiores restantes. El sinólogo francés  Eugene Feifel hizo traducciones al inglés de los capítulos 1 al 3, 4 y 11. Más recientemente, los extractos de los capítulos interiores son citados por Verellen and Pregadio.
Los capítulos interiores cuentan con una traducción completa del James R. Ware, que incluye también la autobiografía de Ge Hong del capítulo exterior 50. Varios examinadores censuraron la calidad de la traducción de Ware, por ejemplo Kroll la describió como "en ocasiones equivocada". Sivin criticó a su vez la evaluación crítica de Ware realizada por la Huard y Wong. "Sin embargo, su examen sólo puede calificarse de superficial. Sólo se evalúan la materia prima y la materia final del libro de Ware, y se evalúa de manera superficial".

La traducción de la palabra taoísta fundamental Tao, "(camino, senda, el principio" como Dios inglés "es una clara particularidad de la versión Baopuzi de Ware. La introducción ofrece una justificación cristiana, citando en primer lugar la traducción de J.J.L. Duyvendak del Tao Te Ching 25: "no sé el nombre legítimo, pero le daré el sobrenombre de Tao (= Dios). Si se insiste en un nombre legítimo, yo lo llamaría al Máximo" .
Entonces, al  haber llegado a la conclusión de que Tao Te Ching, verso 34, está dispuesto a llamar al Algo "Mínimo" todos los estudiantes habrían comprendido que el autor chino estaba hablando de Dios, ya que sólo en Dios los contrarios pasan a ser idénticos " . Por consiguiente, el presente traductor siempre hará uso de esta traducción de este término Tao por Dios. Al hacerlo, siempre tiene presente como la única definición que la ecuación se establece en el documento Exod. 3:13-15 y Mark 12:26-27, por mencionar sólo dos declaraciones muy claras. Cabe recordar que en el primero Dios dice: "Mi nombre es Yo soy, Yo vivo, Yo existo, mientras que el segundo dice: "Dios no es de los muertos sino de los vivos". Por consiguiente, Dios = vida o ser.
Ware admitió que Dios no puede aplicarse de manera coherente para la traducción del Dao.
Es evidente que la palabra tao aparece frecuentemente en este texto no como una designación de Dios, sino como el proceso por el cual Dios debe ser aproximado o alcanzado. En tales casos, lo traduciría como "el proceso divino" . En los casos en que lo apropiado sería esto o "Dios", el traductor está obligado a ser arbitrario. El término tao shih se convierte en "procesador"; el hsien se traduce como "genio" en lugar de "inmortal".
Estas palabras chinas son Tao-shih' 道士 el ("sacerdote o practicante taoísta") y "hsien" 仙 ("inmortal, trascendente"). Ho Peng-Yoke, autoridad en la historia de la ciencia y la tecnología en China, criticó las traducciones de Ware.
Tal vez sea cierto que, en algunas esferas, el concepto de Tao coincide con la definición y los atributos de Dios, o por lo tanto, con los de Alá, por ejemplo, con respecto a la autenticidad y la eternidad. Sin embargo, existe el peligro de que la analogía vaya demasiado lejos. Del mismo modo, cabe advertir al lector que "Genii", tal como se utiliza para hacer la palabra hsien, no transmite el concepto de unos esclavos sobrenaturales tal como se encuentra en la lámpara y en el anillo de Las mil y una noches. El revisor prefiere la terminología utilizada por Tenny L. Davis, i.e. Tao dejó sin traducir y "inmortal" para hsien.
Sin embargo, la revisión de Ho concluyó con encomio. "Hay que felicitar al profesor Ware la por haber traducido en una forma muy legible un texto taoísta chino muy difícil de leer. No se puede encontrar otro texto que proporcione información tan útil y autorizada sobre la alquimia y el taoísmo en China del  siglo IV".

Ge Hong escribió el Baopuzi en elegante gramática y terminología tradicional China, pero algunos contextos del capítulo interior son difíciles de traducir. La comparación de tres versiones de este pasaje, en que se enumeran medicamentos hsien, ilustra las complejas opciones de traducción.
La mejor medicina hsien es el cinabrio. Otros en orden de disminución de la excelencia son el oro, la plata, el ch'ih, los cinco jades, la mica, la perla, el realgar, el t'ai i yü yü liang, shih chung huang tzu 石中黃子 (el núcleo  amarillo en piedra), el shih kuei 石桂 (canela pétrea), el cuarzo, el shih nao 石腦, shih liu huang 石硫黃 (una especie de azufre crudo), miel silvestre y tseng ch'ing. (11)
Los medicamentos de alta calidad para la inmortalidad son los siguientes: cinabrio; a continuación llega oro, luego sigue la plata, luego los numerosos chih, luego los cinco tipos de jade, luego la mica, luego el ming-chu, luego el realgar, luego la hematita marrón, luego masas conglomeradas de hematita marrones, luego la piedra cassia (?), luego el cuarzo, luego la parafina,  luego el azufre, luego la miel silvestre, luego la malaquita (variedad estratificada)
En el primer lugar de la farmacopea del genio se encuentra el cinabrio. El segundo es oro; el tercero, plata, cuarto, excrecencias; el quinto, los jades; el sexto, mica; séptimo, perlas; el octavo, realgar; el noveno, la hematita marrón; el décimo, la hematita marrón conglomerada; el undécimo, cuarzo; el duodécimo, el cristal de roca, el decimotercero, las geodas; el decimocuarto, el azufre; el decimoquinto, la miel silvestre y el decimosexto, la malaquita laminar.
Los capítulos exteriores de Baopuzi tienen una traducción parcial al inglés. Jay Sailey tradujo 21 de los 50 capítulos: 1, 3, 5,14 al 15, 20, 24 al 26, 30 al 34, 37, 40, 43 al 44, 46 al 47 y 50. Además, Sailey incluyó apéndices sobre "el budismo y el Pao-p'u-tzu", "Biografía de Ko Hung" del Jin Shu y "Recensiones" y sobre los fragmentos perdidos de Baopuzi citados en textos posteriores. Llevaron a cabo un examen mixto, "a pesar de que las interpretaciones de Sailey a menudo oscurecen la dicción y los matices cuidadosamente pulidos de Ko Hung, transmiten de manera fiable el sentido del original y deberían ser un caldo importante para los estudiantes occidentales del pensamiento y la cultura china medieval".

## Importancia
Durante siglos, los académicos tradicionales han vuelto a considerar a Baopuzi como un texto taoísta canónico, pero en los últimos años los académicos modernos han revaluado la veracidad del texto.

Tradicionalmente, los eruditos consideraban que el Baopuzi, especialmente los capítulos interiores, una fuente principal para los primeros textos de la "alquimia externa" china waidan. Wu y Davis lo describieron como,
probablemente sea el más conocido y mejor considerado de los antiguos tratados chinos sobre alquimia. Ha sido preservada para nosotros como parte del canon taoísta. Nos muestra el arte madurado de cinco o seis siglos de práctica, ya que cuenta con sus héroes tradicionales y una amplia literatura, su técnica y filosofía ya claramente determinadas, sus objetivos y sus pretensiones establecidas. El autor examina de manera dura y lo expone en un idioma notablemente libre de subterfugios.
Arthur Waley elogió la actitud racional de Ge Hong con respecto a la alquimia.
En ninguna parte del libro de Pao P'u Tzu encontramos el tono hierofánico que impregna la mayoría de los escritos sobre alquimia tanto en Oriente como en Occidente. Utiliza un cierto número de términos secretos, tales como el término 金公  "señor de los metales"  河車 "carro del río", ambos  significan plomo; y 河上她女 "la virgen del río", que significa mercurio... Sin embargo, su actitud siempre es la de un profano con una educación sólida que examina las denuncias que una ortodoxia de mente estrecha habían rechazado con desprecio.
En la estimación de Ho, el Baopuzi es un texto alquímico "más importante", que el Cantong qi 參同契  "el parentesco de los tres" atribuido a Wei Boyang (ca.142). El Baopuzi menciona un Neijing  內經 "clásico interior" de Wei Boyang, pero no menciona el Cantong ji de Wei, curiosamente.

Los eruditos modernos han vuelto a analizar el Baopuzi. Sivin resta importancia al texto.
Los capítulos interiores son nada menos que los escritos de un hombre taoísta u organizador para sus discípulos o para otros iniciados. Este libro es una gran mezcla de puntos comunes y habladurías acerca de las creencias populares en las que los pocos textos taoístas de Ko, que son pocos, desempeñan un papel esencial, pero pequeño. Su objetivo no es catalogar, resumir o proporcionar un manual de técnicas. Se trata más bien de un diálogo en el que Ko lanza disparos contra un interlocutor anónimo y escéptico. Los capítulos interiores son un libro único. Ko trata de convencer a su interrogador y, por consiguiente, a sus lectores, de que la inmortalidad es un objeto adecuado de estudio y es posible, no sólo por los antiguos, sino en su propio tiempo, no sólo por unos pocos destinados, sino por cualquier persona con la suficiente fe para emprender disciplinas difíciles y peligrosas. La dedicación que pide Ko implica la aceptación al por mayor de las leyendas, los mitos, las creencias mágicas, las creencias religiosas... prácticamente todas las creencias presentes en la imaginación popular del tiempo de Ko, y lo inverso en casi todos los aspectos de lo que los humanistas  "fundamentalistas confucianos" consideraban digno de pensamiento (aunque ya no establecían el estilo intelectual).
Sivin compara sarcásticamente a Ge Hong, "un bibliófilo obsesionado y coleccionista indiscriminado de conocimientos", con Alan Watts. "El estilo Ko era más bien el de un pedante proveedor de ocultismo a la clase alta. Sólo puedo pensar que él es el Alan Watts de su tiempo" . Sin embargo, James Benn observa: "esta sentencia tal vez no sea tan condenatoria como pretendía el profesor Sivin. Sin lugar a dudas, no no acudiría ahora a Watts con la esperanza de aprender mucho sobre el taoísmo, pero un estudio detenido de su labor nos señalaría mucho acerca de las percepciones y creencias relativas a las religiones asiáticas en la América de mediados del siglo XX. Al igual Watts y otros autores de su generación, es cierto que Ge Hong consideraba que la religión era una cuestión personal, y parece haberse puesto en contacto con ella desde el punto de vista de un aficionado o entusiasta más que como un iniciado. 

Chi-Tim Lai interpreta los capítulos interiores como "un nuevo discurso" sobre el hsien, "la inmortalidad a través de la salvación personal y el perfeccionamiento personal,  en contradicción con el discurso tradicional "discurso imperial" , que sólo los ricos pueden permitirse lograr un estado de hsien". Por ejemplo, las historias indican que tanto Qin Shi Huang como el emperador Wu de Han enviaron expediciones navales imperiales para obtener el "elixir de la inmortalidad" del mítico monte Penglai. "Es decir, la autoperfección individual depende únicamente del comportamiento ascético, místico y ético. Puesto que se trata de un nuevo discurso religioso supuestamente abierto a toda la población, la búsqueda de una vida prolongada ya no es la preservación de los ricos y poderosos".
Según Ko Hung, los hsien-inmortales que pueden evitar totalmente la muerte rara vez proceden de grupos sociales de valor, emperadores o sabios. Por lo tanto, implica que la hsien-inmortalidad es un concepto valores ideales "humanos" distintivos que se deben perseguir y que puede ser alcanzado por cualquier persona. En primer lugar, a fin de distinguir los valores ideales del hsien-inmortal con respecto a los de este mundo, Ko Hung dice: "los que llegaron a  alcanzar la inmortalidad eran casi todos pobres y humildes. No eran hombres en posición y poder. En segundo lugar, al colocar el ideal de la hsien-inmortalidad fuera del alcance de las figuras imperialistas, Ko Hung reprende a los emperadores, como el Primer Emperador de los Ch'in y el emperador Han-wu-ti, que fueron "modelos" de la búsqueda de la inmortalidad en historia y literatura china antigua, al decir: "Esos dos emperadores tenían una mala reputación por querer la inmortalidad, pero nunca experimentaron la realidad del cultivo del Tao".
Ge Hong cita a su maestro Zheng Yin y explica que las fuerzas de pobreza obliga a los  Tao-shi (practicantes taoístas) tratan de encontrar técnicas de hsien para hacer frente a las dificultades y los peligros de la alquimia.
Además, he preguntado: "¿no debemos comer el oro y la plata que ya existen en lugar de tomar la dificultad para hacerlo? Lo que se hace no será oro real ni plata, sino que sólo será una ficción.Chen Chung respondió, "el oro y la plata que se encuentran en el mundo son adecuados para ese fin. Pero los Tao-shih son pobres; son todos pobres; véase el adagio de que los Hsien nunca son robustos y los Tao-shih nunca son ricos. Los tao-shih por lo general se encuentran en grupos de cinco o diez personas, que cuentan con el profesor y sus compañeros. Como son pobres, ¿cómo cabe esperar que obtengan el oro y la plata necesarios? Además, no pueden cubrir las grandes distancias para recoger el oro y la plata que ocurren en la naturaleza. Lo único que les queda por hacer es fabricar los metales ellos mismos". (16)
Ware traduce este adagio: "No hay genios gordos ni  hay procesadores ricos". 

Para una persona rica que busca el hsien (trascendencia), Ge Hong recomienda componer jinyi 金液 (lit. "líquido/fluido de oro") "licor de oro" en un huachi 花池 (lit. "estanque de flores"), "un disolvente de vinagre" (fortificado con salitre). Esto es más fácil de producir que los tradicionales elixires jiuding 九鼎 "nueve trípodes"  (que se atribuyen al Emperador amarillo), pero más caro: ocho dosis tienen un costo de 400.000 dólares.
Es cierto que los nueve medicamentos son los mejores medicamentos Hsien. Sin embargo, los materiales para su refuerzo son muy numerosos. Son fáciles de conseguir sólo en grandes ciudades que disponen de buenas instalaciones de comunicación, pero que no deben obtenerse en otros lugares. Además, en la composición de los medicamentos, los fuegos deberían ser atendidos durante decenas de días y noches con aplicaciones laboriosas y ajustes estrechos, lo cual constituye una gran dificultad. El aumento del oro fluido es mucho más fácil. Allí lo único difícil es obtener oro. Una libra en la antigua medida equivale a dos en nuestra medida contemporánea. Esa cantidad de oro costaría sólo unos 300.000 millones de efectivo. Los demás materiales auxiliares son fáciles de adquirir. Además, no se requiere fuego alguno. Todo lo que hay que hacer es que la mezcla Hua Ch'ih (estanque de flores) esté presente durante el número necesario de días. Un gasto total de 400.000 dólares en efectivo hará lo suficiente para transformar a ocho personas en Hsien. De la misma manera que la fermentación de pequeñas cantidades de arroz no se forma vino, las pequeñas cantidades de materiales no podrán interactuar para proporcionar la medicina. (4)
Pregadio dice que estudios recientes demuestran que la intención de Ge era “dar a conocer el legado religioso y rituales de of Jiangnan 江南 (la región sur del bajo río Yangtze), haciendo hincapié en la superioridad de ciertas tradiciones sobre otras, y aumentar su prestigio entre las élites sociales a las que pertenecía Ge Hong" . No obstante, Pregadio concluye diciendo que 
el testimonio de Ge Hong merece ser objeto de atención como una valiosa visión general de las tradiciones religiosas de Jiangnan justo antes de que la Vía de los Maestros Celestiales (Tianshi dao) se extendieran a esa zona, poco después de las revelaciones de Shangqing y Lingbao. Desde este punto de vista, el Baopuzi cuenta los importantes vínculos existentes entre la historia anterior y posterior del taoísmo, como también lo hace en el caso de la medicina y otras esferas.